# شعيرية سريعة التحضير
الشعيرية سريعة التحضير أو العصائبية سريعة التحضير هي طبق معكرونة يباع على شكل عقدة من المعكرونة سريعة التحضير والمجففة والمنكهة بالزيت أو مسحوق من منكهات التوابل. عادةً ما تكون النكهات مقدمة في أكياس منفصلة، على الرغم من أن النكهة في حالة كأس النودلز تكون في كثير من الأحيان داخل الكأس. وتكون تعبئة بعض منتجات النودلز الفورية مختومة بإحكام، حيث يمكن إعادة تسخينها أو استهلاكها مباشرةً من العبوة. تم تصميم كتل المعكرونة المجففة ليتم طهيها أو نقعها في الماء المغلي قبل تناول الطعام، ولكن يمكن استهلاكها جافة أيضا.
تعد المكونات الرئيسية المستخدمة في إعداد الشعرية المجففة عادة من دقيق القمح وزيت النخيل والملح. ومن بين المكونات الشائعة في مسحوق النكهة توجد الملح، غلوتامات أحادية الصوديوم، التوابل والسكر. تم إنشاء كتلة المعكرونة المجففة في الأصل من خلال تقنية المعكرونة المقلية، وما زالت هذه الطريقة الرئيسية المستخدمة في البلدان الآسيوية، في حين يتم استخدام قوالب المعكرونة المجففة بالهواء في البلدان الغربية.
تم ابتكار المعكرونة الفورية من قبل المؤسس والرئيس التنيفذي لشركة نيسين للأغذية موموفوكو أندو في اليابان. تم إطلاقها في عام 1958 تحت اسم العلامة التجارية رامن الدجاج. وفي عام 1971، قدمت شركة نيسين اختراعها الجديد كأس النودلز حيث كان أول منتج لكأس المعكرونة. ويتم تسويق الشعرية الفورية في جميع أنحاء العالم تحت العديد من الأسماء التجارية.
يستخدم الرامن وهو عبارة عن حساء المعكرونة اليابانية، في بعض الأحيان كوصف لتذوق المعكرونة الفورية من قبل بعض مصنعي المعكرونة الفورية اليابانية. ليصبح مصطلح رامن مرادفا في أمريكا لجميع منتجات المعكرونة الفورية.